# Tibor Szász
Tibor Szász (Tibor Szasz, ungarisch Szász Tibor) (* 9. Juni 1948 in Siebenbürgen; † 22. April 2025) war Pianist, Musikwissenschaftler, Musikpädagoge und Hochschullehrer.

## Musikalische Ausbildung / Studium
Tibor Szász wurde 1948 als Sohn ungarischer Eltern in Siebenbürgen geboren und erhielt im Alter von vier Jahren seinen ersten Klavierunterricht. Als Gewinner eines Wettbewerbs durfte er bereits mit 13 Jahren am Musikkonservatorium Klausenburg bei Elisa Ciolan, einer Schülerin von Alfred Cortot, studieren. Sein Konzertdebüt erfolgte im Alter von 16 Jahren unter dem Dirigenten Antonin Ciolan, einem Schüler von Arthur Nikisch.
1967 wurde er Preisträger beim Internationalen „George Enescu-Klavierwettbewerb“ in Bukarest und erhielt daraufhin zahlreiche Engagements für Konzerte mit Orchestern in Rumänien. Bei seinem ersten Auftritt in Westdeutschland 1968 wurde Tibor Szász als „Spitzentalent hinter dem Eisernen Vorhang“ bejubelt.
Nach weiteren Studien in den USA bei Leon Fleisher, Theodore Lettvin, Russell Sherman, Miklós Schwalb und Charles Fisher gewann Szász dreimal bei internationalen Klavier-Wettbewerben den ersten Preis.

## Künstlerischer Werdegang / Stationen
Tibor Szász trat in mehr als 1.000 Konzerten in Rumänien, Deutschland, Kanada, England, Frankreich, Spanien, Taiwan und den USA auf; darunter waren Recitals in der Carnegie Recital Hall, Soloauftritte mit Orchestern in der Boston Symphony Hall sowie mit dem Sinfonia Orchestra of Chicago zu erwähnen.
Besondere Höhepunkte waren die erfolgreichen Aufführungen der letzten drei Sonaten Beethovens, zuerst für die „La Gesse Foundation“ in Frankreich und dann im Kennedy Center in Washington. Tibor Szász nahm an zwei Festivals teil, wo er in fünf Tagen 20 Werke von Beethoven aufführte – die letzten drei Klaviersonaten, sämtliche Violin- und Cello-Sonaten sowie das erste und letzte Klaviertrio. Es folgten Tourneen mit dem weltberühmten Takács Streichquartett und Tonträger-Einspielungen mit Werken von Beethoven, Chopin, Liszt, Mendelssohn, Schubert und Bartók.
1983 promovierte Szász an der University of Michigan in Musikwissenschaften. Nach Klavierprofessuren an der Bowling Green State University, University of Dayton und Duke University wurde Szász 1993 zum Professor an der Hochschule für Musik in Freiburg berufen.
Musikwissenschaftliche Forschungen wurden von Tibor Szász über Mozart, Beethoven und Liszt in den USA und England veröffentlicht, unter anderen auch die international anerkannte Arbeit über „Liszts Symbole für das Göttliche und Diabolische: Die Entzifferung des musikalischen Programms in seiner H-moll Sonate“ (Journal of the American Liszt Society, Juni 1984). Ebenfalls veröffentlicht wurden Artikel über die Klavierkonzerte von Beethoven (der zweite enthalten im Buch „Performing Beethoven“, herausgegeben in der Reihe „Cambridge Studies in Performance Practice 4“, Cambridge University Press 1994). Sein letzter Beitrag erschien im „Early Keyboard Journal“ und stellt eine bisher übersehene authentische Quelle für Mozarts Klavierkonzert C-Dur KV 246 in den Mittelpunkt. Sie befindet sich in der Bibliothèque nationale de France befindet und enthält die Ausführung eines Basso Continuo durch den Komponisten, ebenso wie eine bis dahin unbekannte Kadenz, die nach der Entdeckung durch Tibor Szász als von Mozart stammend anerkannt wurde.